# Grupul Humanitas
Grupul Humanitas este titulatura sub care sunt reunite Editura Humanitas, Humanitas Fiction, Humanitas Multimedia precum și societatea română de difuzare Librăriile Humanitas, toate având sediul principal în București.
Directorul general al grupului este filozoful și scriitorul Gabriel Liiceanu.